# Asphondylia verbasci
Asphondylia verbasci är en tvåvingeart som först beskrevs av Jean Nicolas Vallot 1827.  Asphondylia verbasci ingår i släktet Asphondylia och familjen gallmyggor. Inga underarter finns listade i Catalogue of Life.